# 克尔谢希尔省

克尔谢希尔省

克尔谢希尔省是位于土耳其中部的一个省，面积6,434平方公里，首府克尔谢希尔。 